# Stefan Hesse
Stefan Hesse (em alemão:  Stefan Heße, 7 de agosto de 1966) é um prelado da Igreja Católica alemão, arcebispo da Arquidiocese de Hamburgo.

## Biografia
Stefan cresceu em Colônia, em uma família de padeiros independentes. Estudou no ensino médio na Georg Büchner Colónia-Weiden, ele começou a estudar filosofia e teologia em Bonn e Regensburg, em 1986. Em 18 de junho de 1993, recebeu a ordenação sacerdotal na Catedral de Colônia pelo arcebispo de Colônia, cardeal Joachim Meisner. De 1993 a 1997, foi capelão em Saint-Rémi em Bergheim. De 1997 a 2003, trabalhou no Seminário Teológico de Bonn, então dirigido pelo atual arcebispo de Colônia, Rainer Maria Woelki. Em 2001, ele obteve seu doutorado com uma tese sobre Hans Urs von Balthasar. De 2003 a 2005 dirigiu o departamento de ministério, em 2012, também é representante diocesano de rádio e televisão. É feito Prelados de Honra de Sua Santidade em 2010.
Em 26 de janeiro de 2015 foi nomeado, pelo Papa Francisco, arcebispo de Hamburgo..
A consagração episcopal e tomada de posse como arcebispo de Hamburgo ocorreu em 14 de março de 2015, pelo Bispo de Osnabrück Franz-Josef Bode e tendo como co-consegrantes o arcebispo de Colônia, Cardeal Rainer Maria Woelki, e Norbert Werbs, bispo auxiliar de Hamburgo. Com a tomada de posse como arcebispo de Hamburgo, Hesse deixou o capítulo da catedral e do clero da Arquidiocese de Colônia.